# Котигорошко В'ячеслав Григорович
В'ячесла́в Григо́рович Котигоро́шко (22 липня 1947, Самбір, Дрогобицька область, УРСР, СРСР — 10 вересня 2016, Ужгород, Закарпатська область, Україна) — український археолог, доктор історичних наук, професор Ужгородського національного університету. Спеціаліст з історії та археології Верхнього Потисся латенського і римського періодів та слов'янських поселень VI—IX століть у регіоні.

## Життєпис
Народився 22 липня 1947 року в місті Самбір. Батько був офіцером-прикордонником, тому родина часто переїжджала, жила у військових містечках у прикордонних зонах по всьому Радянському Союзу. 1965 року закінчив середню школу в місті Тетрі-Цкаро в Грузинській РСР.
1967 року переїхав до Закарпатської області, де того ж року вступив на історичний факультет Ужгородського державного університету. Навчання закінчив 1972 року. Після цього працював консультантом Закарпатського відділення Українського товариства охорони пам'яток історії та культури, а згодом — учителем історії в середній школі села Фрунзе Кримської області.
1973 року повернувся до Ужгорода, де працював при університеті. У науковому секторі спершу був молодшим (1973—1979), а згодом — старшим науковим співробітником (з 1979). 1983 року захистив кандидатську дисертацію «Населення Закарпаття в першій половині I тисячоліття нашої ери», а 1997 року — докторську дисертацію «Історія населення Верхнього Потисся в латено-римський час (III ст. до н. е. — IV ст. н. е.)».
З 1986 року займався викладацькою діяльністю, працював на кафедрі історії стародавнього світу і середніх віків. У 1991—1999 роках був старшим викладачем. 1999 року отримав учене звання доцента, а 2000 року — професора. Викладав нормативний курс «Археологія», декілька спецкурсів, керував проведенням археологічної практики. З 2004 року очолював Науково-дослідний інститут карпатознавства УжНУ. Сприяв заснуванню при університеті археологічного музею імені Едуарда Балагурі.
Помер в Ужгороді 10 вересня 2016 року.

## Наукова діяльність
У студентські роки зацікавився проблематикою археології та давньої історії Закарпаття (Верхнього Потисся).
З початку проведення робіт з меліорації земель Котигорошко брав участь в археологічних розвідках на території Закарпаття. Виявив та вивчив близько трьохсот пам'яток від часів неоліту до середньовіччя.
Наукові інтереси Котигорошка спершу стосувалися слов'ян та слов'янських поселень у VI—IX століть. Пізніше він перейшов до вивчення історії Верхнього Потисся доби латенської культури та римського періоду, який, за його ж словами, був для нього цікавішим. Разом з іншими науковцями Ужгородського університету Котигорошко досліджував кельтські поселення на території Закарпаття, зокрема поселення Нове Клинове, а також дакійські городища та поселення. 1998 року очолював експедицію Ужгородського університету в Малокопанському городищі та прилеглих до нього дакійських поселеннях.
В'ячеслав Котигорошко є автором понад ста наукових публікацій, серед яких 4 самостійні монографії, наукові статті, брошури, повідомлення.
Монографії
- Древняя история Верхнего Потисья / Ответственные редакторы И. М. Гранчак, В. Червеняк. — Львов : Свит, 1991. — 208 с. (у співавторстві) (рос.)
- Котигорошко В.Г. Фракийцы Верхнего Потисья (III в. до н. э. - IV в. н. э.). — Ужгород, 1995. — 127 с. (рос.)
- Котигорошко В.Г. Верхнє Потисся в давнину. 1 000 000 років тому - X сторіччя н.е. — Ужгород : Карпати, 2008. — 432 с. — ISBN 978-966-671-151-2.
- Kotigorosko, Vyacheslav. Mala Kopanya / coord.: Ciubotă Viorel. — Satu Mare : Editura Muzeului Sătmărean, 2009. — ISBN 978-973-1843-32-2. (рум.) (укр.)
- Котигорошко В.Г. Сакральний центр Верхнього Потисся епохи пізнього латену. — Ужгород : Ужгородський національний університет. Інститут карпатознавства, 2015. — ISBN 978-973-1843-96-4. (укр.) (рум.) (англ.)

Навчальні посібники
- Котигорошко В.Г. Населення Верхнього Потисся в давнину. — Ужгород, 2002.
- Котигорошко В.Г. Верхне Потисся в контексті стародавньої історії Карпато-Дунайського ареалу. — Ужгород, 2003. — 127 с.